# Релігійний фонд
Буковинський православний релігійний фонд (попередня назва Релігійний фонд) – благодійна організація утворена 1782 року австро-угорським цісарем Йосифом ІІ. При розвалі Австро-Угорщини припинив своє існування, а у 2021 році був відроджений. Основна діяльність фонду, як і раніше, заключається в таких напрямках:
- утримання та побудова храмів, духовних установ;
- підтримка духовенства та чернецтва;
- опіка лікарень та тюрем;
- допомога соціально незахищеним верствам населення, та ін.

## Історія фонду
Православний буковинський релігійний фонд  [Архівовано 20 грудня 2021 у Wayback Machine.] (попередня назва - Релігійний фонд) — фонд, утворений в Австро-Угорщині цісарем Йосифом II 1782 року зі скасованих ним церковних і монастирських маєтків, що служив на покриття видатків поодиноких релігійних груп: для дотацій єпархіям, катедральним капітулам, для виховання і допомоги кліру. За рахунок цього фонду підтримувався матеріальний рівень духовенства, чернецтва, а також — утримувались монастирі, школи, церкви, духовні установи, такі як «Богословський інститут у Чернівцях» (1824), «Богословський факультет» при Чернівецькому університеті (1875), будувався Свято-Духівський кафедральний собор (1860 р.) в Чернівцях тощо. Православну паству Буковини головним чином утворювали русини та волохи.
Релігійний фонд був під наглядом окремої цісарської ради, яка розподіляла фонди. На західно-українських землях Релігійний фонд існував у Галичині, на Буковині (великі земельні маєтки, що ними відала Православна Митрополича Консисторія у Чернівцях) і Закарпатті. По розвалі Австро-Угорщини Релігійний фонд  був поділений між державами (Австрія, Угорщина, Польща, Чехо-Словаччина, Румунія і Югославія) і унормований їхніми конкордатами чи «Modus vivendi» з Апостольською Столицею.
У 2021 році, стараннями священства та мирян Чернівецько-Буковинської єпархії УПЦ, за благословінням митрополита Мелетія, Релігійний фонд було відроджено. Тепер він дістав назву - Православний буковинський релігійний фонд .

## Напрями діяльності

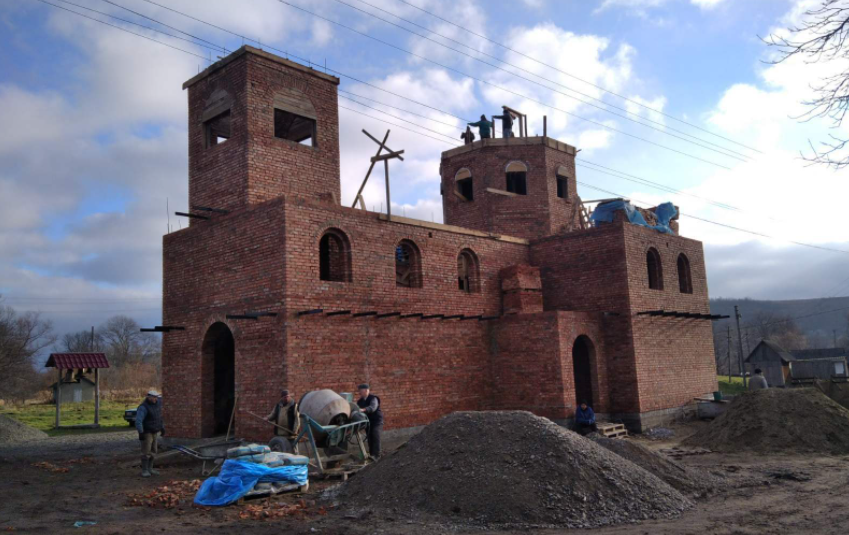
Побудова храму в с.Кальнівці

### Побудова храмів
Підтримка общин канонічної Української Православної Церкви, які постраждали внаслідок рейдерських захоплень чи інших незгод.
Будівництво та облаштування храмів.
Допомога можлива молитвою, працею та пожертвою.
Мета -  погасити вогнища релігійних суперечок на нашій рідній Буковині.

### Допомога ближньому
Допомога людям, які потрапили в біду. Допомога може бути як разова і невідкладна, так і довготривала. 
Можливо приєднатися до благодійних поїздок, адресно відвідати нужденних та допомогти фізичною працею, продуктами чи грошима.

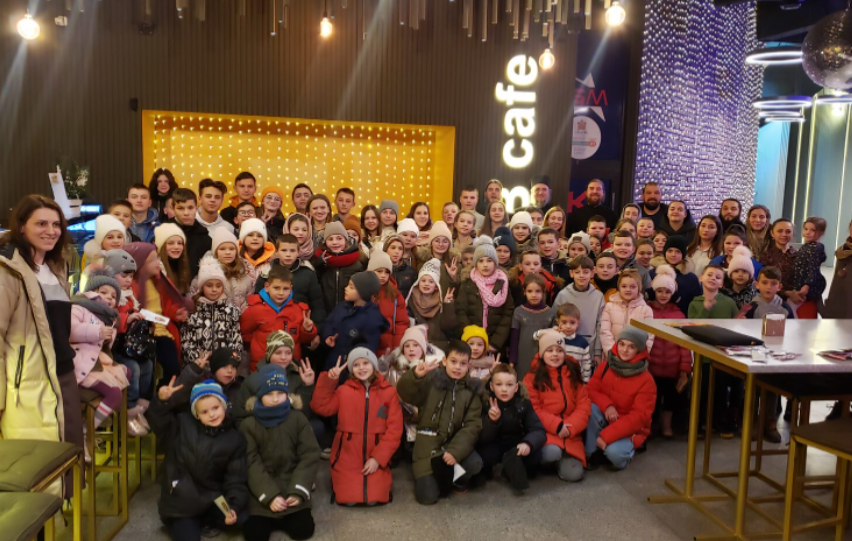
Розважальна зустріч для дітей із гнаних парафій

### Турбота про дітей
Наше завдання вберегти дітей від пагубного впливу середовища та подарувати їм дитинство, сповнене добра, любові та християнських цінностей. 

## Проекти

### Активні проекти

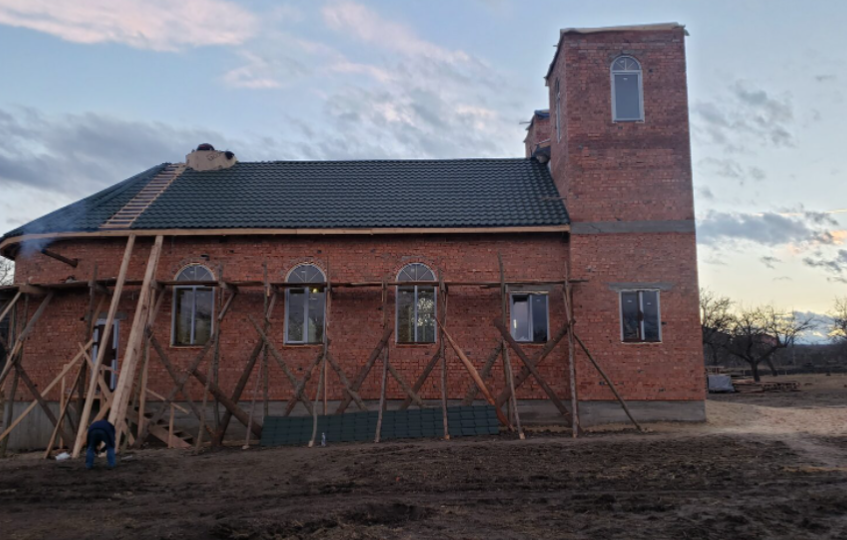
Побудова храму в с.Добринівц

Побудова храму в с. Кальнівці - розпочато 30.07.2021 
Побудова храму в с. Добринівці - розпочато 01.11.2021 

### Завершені проекти

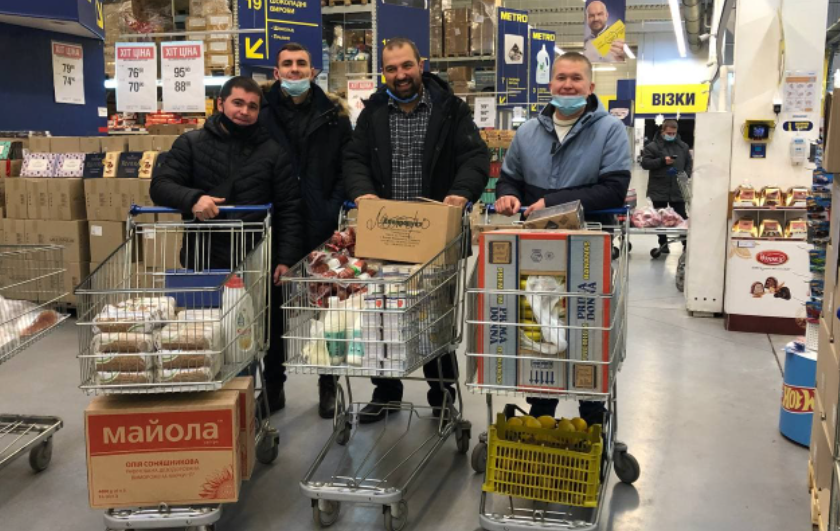
Допомога нужденним людям на Різдво
Розважальна зустріч для дітей із гнаних парафій